# (۱۱۸۹۳) ۱۹۹۱ اف‌زد۲
(۱۱۸۹۳) ۱۹۹۱ اف‌زد۲ یک کمربند از سیارک‌های کمربند اصلی می‌باشد، که به وسیلهٔ هنری دبهون (به انگلیسی: Henri Debehogne) در ۲۰ مارس ۱۹۹۱ در رصدخانه لاسیا، شیلی کشف شد.